# Kathleen Mary Drew-Baker
Kathleen Mary Drew-Baker (6 de noviembre de 1901 – 14 de septiembre de 1957) fue una ficóloga británica, conocida por sus investigaciones sobre el alga comestible Porphyra (nori), que condujo a un cambio drástico en el cultivo comercial.
El legado científico de Kathleen Drew-Baker es muy apreciado en Japón, donde ha sido llamada "Madre del Mar". Su trabajo es celebrado cada año el 14 de abril. Un monumento en su memoria fue emplazado en el santuario de Sumiyoshi en Uto, Kumamoto.

## Primeros años
Kathleen Mary Drew nació en Leigh, Gran Mánchester. Asistió a la Bishop Wordsworth's School, en Salisbury y obtuvo una beca para estudiar botánica en la Universidad de Mánchester, donde se graduó en 1922 con honores y donde luego obtuvo una maestría en 1923.

## Carrera académica
Drew-Baker desarrolló la mayor parte de su vida académica en el departamento de botánica de la Universidad de Mánchester, como conferencista e investigadora de 1922 a 1957. Drew Baker obtuvo una beca de investigación en 1922 y años más tarde se unió al personal del departamento de botánica en el laboratorio de criptógamas. En 1925 trabajó dos años en la Universidad de California en Berkeley al obtener una beca de la Mancomunidad de Naciones, viajando a sitios como Hawái para recolectar muestras botánicas. En 1928, Kathleen se casó con el académico Henry Wright-Baker.

### Investigación sobre el cultivo comercial de algas
Aunque Drew-Baker nunca viajó a Japón, su investigación académica contribuyó de manera decisiva al desarrollo comercial de la producción de nori en ese país. Drew-Baker estudió el ciclo vital del alga Porphyra y en un artículo académico publicado en la revista Nature en 1949, demostró que el microscópico Conchocelis —hasta entonces considerado un alga independiente— era la fase diploide del organismo del cual la Porphyra es el estado haploide. Su descubrimiento crítico fue que en la etapa microscópica, los moluscos bivalvos proveen un ambiente esencial para el desarrollo del alga.

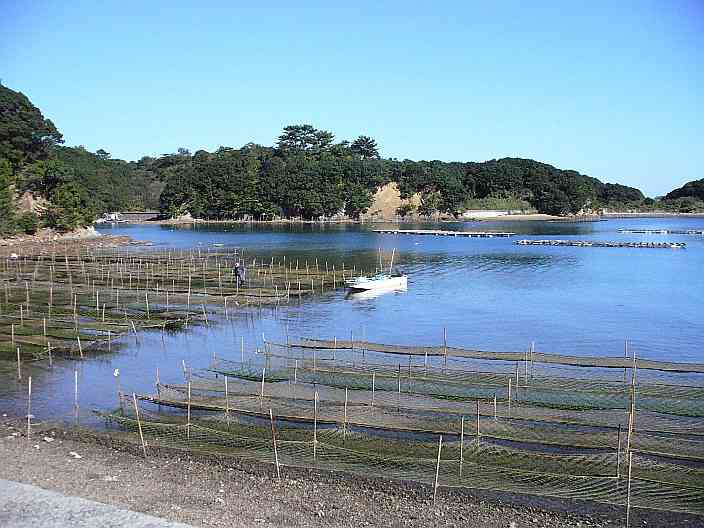
Cultivo de nori en la Prefectura de Mie

Las investigaciones de Drew-Baker fueron rápidamente replicadas por la ficóloga japonesa Sokichi Segawa, quien a su vez desarrolló el conocimiento necesario para revolucionar el cultivo de nori. Aunque la recolección de nori se explotó comercialmente en Japón desde el siglo XVII, siempre había sufrido temporadas de magras cosechas, y era particularmente sensible a las inclemencias del clima y de la polución en aguas costeras. Ya en 1953, Fusao Ota y otros biólogos marinos habían desarrollado técnicas de cultivo artificial, basados en estas investigaciones. Esto condujo a un significativo incremento de la producción de algas en Japón.
Entre 1924 y 1947 Drew-Baker publicó 47 artículos académicos, principalmente enfocados en las algas rojas. Fue cofundadora de la British Phycological Society en 1952 y su primer presidente.

## Familia
Se casó con el profesor Henry Wright-Baker del Instituto de Ciencia y Tecnología de la Universidad de Mánchester en 1928, con quien tuvo dos hijos. Fue miembro de la Sociedad Religiosa de los Amigos.
- La abreviatura «K.M.Drew» se emplea para indicar a Kathleen Mary Drew-Baker como autoridad en la descripción y clasificación científica de los vegetales.[7]